# Raorchestes coonoorensis
Espèce
Synonymes
- Philautus coonoorensis Biju & Bossuyt, 2009
- Pseudophilautus coonoorensis (Biju & Bossuyt, 2009)

Statut de conservation UICN

 LC  : Préoccupation mineure
Raorchestes coonoorensis est une espèce d'amphibiens de la famille des Rhacophoridae.

## Répartition
Cette espèce est endémique du district des Nilgiris dans l'État du Tamil Nadu en Inde dans les Ghâts occidentaux,. Elle se rencontre entre 1 780 et 1 850 m d'altitude.

## Étymologie
Son nom d'espèce, composé de coonoor et du suffixe latin -ensis, « qui vit dans, qui habite », lui a été donné en référence au lieu de sa découverte, Coonoor, un tehsil du district des Nilgiris.

## Publication originale
- Biju & Bossuyt, 2009 : Systematics and phylogeny of Philautus Gistel, 1848 (Anura, Rhacophoridae) in the Western Ghats of India, with descriptions of 12 new species. Zoological Journal of the Linnean Society, vol. 155, p. 374-444.